# Ungarische Eishockeyliga 1984/85
Die Saison 1984/85 war die 48. Spielzeit der ungarischen Eishockeyliga, der höchsten ungarischen Eishockeyspielklasse. Meister wurde zum insgesamt zehnten Mal in der Vereinsgeschichte Újpesti Dózsa SC.

## Modus
In der Hauptrunde absolvierte jede der drei Mannschaften insgesamt 16 Spiele. Der Erstplatzierte der Hauptrunde wurde Meister. Für einen Sieg erhielt jede Mannschaft zwei Punkte, bei einem Unentschieden gab es einen Punkt und bei einer Niederlage null Punkte.

## Hauptrunde

### Tabelle
|    | Klub                      | Sp | S  | U | N  | Tore   | Punkte |
| -- | ------------------------- | -- | -- | - | -- | ------ | ------ |
| 1. | Újpesti Dózsa SC          | 16 | 14 | 0 | 2  | 106:55 | 28     |
| 2. | Ferencvárosi TC           | 16 | 8  | 0 | 8  | 70:82  | 16     |
| 3. | Alba Volán Székesfehérvár | 16 | 2  | 0 | 14 | 54:93  | 4      |

Sp = Spiele, S = Siege, U = unentschieden, N = Niederlagen, OTS = Overtime-Siege, OTN = Overtime-Niederlage, SOS = Penalty-Siege, SON = Penalty-Niederlage